# Абдалонім
Абдалонім (д/н — 312 до н. е./309 до н. е.) — цар міста Сідон з 332 року до н.е і цар Тіра. Античні історики Квінт Курцій Руф, Юстин і Діодор Сицилійський називають його Баллонім, Плутарх — Алонім. Ім'я перекладається як «Служник найвеличніших богів».

## Життєпис
Належав до династії Ешмуназара. Ймовірно був одним з синів царя Табніта II. після загибелі останнього 347/345 року до н. е. ймовірно опинився заручником при царському дворі Артаксеркса III. Повернувся до Сідона за царя Дарія III.
За однією версією був людиною незаможною і навіть сам обробляв свій сад, за іншою був царським садовником родича Абдаштарта III. Звідси походить легенда, що він начебто був звичайним садівником і водоносом.
333 року до н. е. отримавши звіску про поразку персів у битві при Іссі сідоняни повстали проти царя Абдаштарта II, який на той час був відсутній у місті. Невдовзі без бою македоняни увійшли до Сідону. Александр Македонський доручив Гефестіону знайти місту нового царя з кола знаті, що стала на чолі повстання. Проте усі ватажки відмовилися, оскільки не належали до царського роду, з якого за звичаєм могли обирати монархів. Втім напевне це легенда. Зрештою вибір впав на Абдалоніма.
Отримав від Александра місто Стратонова башта та частину здобичі захопленої у персів для відновлення міста та розбудови флоту, який в подальшому македоняни планували використати для завоювань. Відповідно до курція Руфа після захоплення Тіра також став царем цього міста.
На початку війн між діадохами Олександра Македонського постійно маневрував, але зрештою перейшов на бік Антигона. Але під час кампанія Птолемея I проти Деметрія Поліоркета 312 року до н.е. добровільно  підкорився першому, але його намісник в Тірі — Андронік — намагався чинити спротив. Проте внаслідок повстання вірних Абдалоніму того було повалено, а місто Тір підкорено Птолемею.
Помер десь близько 312/309 року до н. е. Поховано напевне у так званному саркофазі Александра. Влада перейшла до його сина Тіма. Разом з тим в Тірі відновився на троні колишній цар Азімілк.